# 二塩化ニオボセン
二塩化ニオボセン（にえんかニオボセン、Niobocene dichloride）または、ジクロロビス(η5-シクロペンタジエニル)ニオブ(IV)（dichlorobis(η5-Cyclopentadienyl)niobium(IV)）は、化学式が(C5H5)2NbCl2またはCp2NbCl2の有機金属化合物である。常磁性の茶色の固体で、抗癌剤として調査中である。
この化合物は中心金属に結合した、2つのシクロペンタジエニルと2つの塩素によって疑似四面体をとる。類似化合物にCp2TiCl2などが知られている。

## 合成
二塩化ニオボセンは五塩化ニオブとシクロペンタジエニルナトリウムからいくつかのステップによって合成される。
{\displaystyle {\ce {NbCl5\ +6NaC5H5->5NaCl\ +(C5H5)4Nb\ +{\mathit {organicproducts}}}}}
{\displaystyle {\ce {(C5H5)4Nb\ + 2 HCl\ + 0.5 O2 ->\ [{(C5H5)2NbCl}2O]Cl2\ + 2 C5H6}}}
{\displaystyle {\ce {2 HCl\ + [{(C5H5)2NbCl}2O]Cl2\ + SnCl2 -> 2 (C5H5)2NbCl2\ + SnCl4\ + H2O}}}